# Tiếng Karakalpak
Tiếng Karakalpak là một ngôn ngữ Turk được nói bởi người Karakalpak ở Karakalpakstan. Nó được chia thành hai phương ngữ, Karakalpak Đông Bắc và Karakalpak Đông Nam. Nó phát triển cùng với tiếng Kazakh và tiếng Uzbek láng giềng và chịu ảnh hưởng rõ rệt bởi cả hai ngôn ngữ này. Về mặt hình thái, tiếng Karakalpak thuộc nhánh Kipchak của ngữ hệ Turk, do đó nó có mối quan hệ chặt chẽ và một phần thông hiểu với tiếng Kazakh.

## Phân loại
Tiếng Karakalpak là một thành viên của nhóm Kipchak, một nhóm bao gồm cả tiếng Tatar, tiếng Kumyk, tiếng Nogai và tiếng Kazakh. Do gần gũi với tiếng Uzbek, phần lớn từ vựng và ngữ pháp của tiếng Karakalpak chịu ảnh hưởng bởi tiếng Uzbek. Giống như đại đa số các ngôn ngữ Turk, tiếng Karakalpak có luật hài hòa nguyên âm, có tính chắp dính và không có giống ngữ pháp. Trật tự câu thường là chủ-tân-động.

## Phân bố địa lý
Tiếng Karakalpak được nói chủ yếu ở Cộng hòa tự trị Karakalpakstan của Uzbekistan. Khoảng 2.000 người ở Afghanistan và những người di cư nhỏ hơn ở Nga, Kazakhstan, Thổ Nhĩ Kỳ và các nơi khác trên thế giới nói tiếng Karakalpak.

### Tình trạng chính thức
Tiếng Karakalpak có vị thế chính thức tại Cộng hòa tự trị Karakalpakstan.

### Phương ngữ
Ethnologue xác định hai phương ngữ của tiếng Karakalpak: Đông Bắc và Tây Nam. Menges đề cập đến một phương ngữ thứ ba có thể được nói ở Thung lũng Fergana. Phương ngữ Tây Nam có /tʃ/ thay cho /ʃ/ của phương ngữ Đông Bắc.

## Âm vị học
Tiếng Karakalpak có 21 âm vị phụ âm bản địa và thường xuyên sử dụng bốn âm vị phi bản địa trong các từ mượn.

Nguyên âm tiếng Karakalpak, từ Menges, 1947 & ?

#### Luật hài hòa nguyên âm
Luật hài hòa nguyên âm hoạt động trong tiếng Karakalpak nhiều như trong các ngôn ngữ Turk khác. Các từ mượn từ tiếng Nga hoặc các ngôn ngữ khác có thể không tuân theo các quy tắc hài hòa nguyên âm, nhưng các quy tắc sau thường được áp dụng: 
| Nguyên âm | Có thể được theo sau bởi: |
| --------- | ------------------------- |
| a         | a, ɯ                      |
| æ         | e, i                      |
| e         | e, i                      |
| i         | e, i                      |
| o         | a, o, u, ɯ                |
| œ         | e, i, œ, y                |
| u         | a, o, u                   |
| y         | e, œ, y                   |
| ɯ         | a, ɯ                      |

## Hệ thống chữ viết
Tiếng Karakalpak được viết bằng chữ Ả Rập và chữ Ba Tư cho đến năm 1928, bằng chữ Latinh (có thêm ký tự) từ năm 1928 đến 1940, sau đó chữ Kirin được thêm vào. Sau khi Uzbekistan độc lập vào năm 1991, quyết định đã được đưa ra để bỏ chữ Kirin và trở lại bảng chữ cái Latinh. Trong khi việc sử dụng chữ viết Latinh hiện đang phổ biến ở Tashkent, việc đưa nó vào Karakalpakstan vẫn cứ từ từ.
Các chữ cái Kirin và Latinh được hiển thị bên dưới với các biểu diễn tương đương của chúng trong IPA. Các chữ cái Kirin không có chữ cái Latinh tương ứng được đánh dấu bằng dấu hoa thị. Những thay đổi cuối cùng đối với bảng chữ cái Karakalpak mới đã được thực hiện vào năm 2016: thay vì các chữ cái có dấu nháy đơn, các chữ cái có dấu phụ được tạo ra.  Do đó, bảng chữ cái Karakalpak mới sẽ hoạt động giống như cách bảng chữ cái tiếng Kazakh và tiếng Uzbek mới làm đại diện; đó là, với acutes.
| Аа  | Aa | /a/  | Ққ | Qq | /q/ | Фф  | Ff   | /f/  |
| Әә  | Áá | /æ/  | Лл | Ll | /l/ | Хх  | Xx   | /x/  |
| Бб  | Bb | /b/  | Мм | Mm | /m/ |     | Hh   | /h/  |
| Вв  | Vv | /v/  | Нн | Nn | /n/ | Цц  | Cc   | /ts/ |
| Гг  | Gg | /ɡ/  | Ңң | Ńń | /ŋ/ | Чч  | CHch | /tʃ/ |
| Ғғ  | Ǵǵ | /ɣ/  | Оо | Oo | /o/ | Шш  | SHsh | /ʃ/  |
| Дд  | Dd | /d/  | Өө | Óó | /œ/ | Щщ* | sh   | /ʃ/  |
| Ее  | Ee | /e/  | Пп | Pp | /p/ | Ъъ* |      |      |
| Ёё* | yo | /jo/ | Рр | Rr | /r/ | Ыы  | Íı   | /ɯ/  |
| Жж  | Jj | /ʒ/  | Сс | Ss | /s/ | Ьь* |      |      |
| Зз  | Zz | /z/  | Тт | Tt | /t/ | Ээ  | Ee   | /e/  |
| Ии  | Ii | /i/  | Уу | Uu | /u/ | Юю* | yu   | /ju/ |
| Йй  | Yy | /j/  | Үү | Úú | /y/ | Яя  | ya   | /ja/ |
| Кк  | Kk | /k/  | Ўў | Ww | /w/ |     |      |      |